# Збини
Зби́ни — село в Україні, у Жденіївській селищній громаді Мукачівського району Закарпатської області.

## Історія
Перша згадка у 1648 році як Zbuna. Зміни назв: 1693 — Zbina, 1700 — Zbunya, Zbonya, 1851 — Zbnnya, 1877 — Zbun, Zbuna.
Окрасою села є дерев'яна церква святого пророка Іллі, збудована 1992 року — це перший дерев'яний храм в стилі церков Воловеччини, збудований після розпаду Радянського Союзу.
Першу в селі церкву збудували на цвинтарі, де здавна стоїть невелика капличка.
Церква цікава тим, що збудована з дерева і повністю зберігає ознаки старих барокових дерев'яних церков верхньої течії Латориці. Так після перерви в півстоліття на Воловеччині знову з явилася дерев'яна церква місцевого стилю. Через кілька років зруби церкви фігурно оббили дощечками. Хрести на церкві звичні для околиці — трираменні. В інтер'єрі стіни нави оббито пресованим картоном і розмальовано трафаретними орнаментами.

## Географія
У селі струмок Паражена впадає у річку Жденівку.

## Населення
Згідно з переписом УРСР 1989 року чисельність наявного населення села становила 199 осіб, з яких 98 чоловіків та 101 жінка.
За переписом населення України 2001 року в селі мешкало 218 осіб.
За даними чеського дослідника Ярослава Достала на 1936 рік в селі Збини  (Izbonya) проживали 174 мешканці,з яких русинів-168,євреїв - 6. Релігійні громади -156 греко-католиків,12 православних. Церкви в селі в той час 
не було.Навчальні заклади- русинська школа( 1 клас).У школі відділення Клубу Чесько-Словацьких туристів(6 ліжок).Якщо закрито,ключ у жандармського стражмістра.
Цікава історія села,одного з найменших в районі.Назва походить,за висновком історика Петра Сови,від словацького слова "збуй",що значить  "розбійник".Громада словаків була чисельна у  сусідньому Жденієві,де їх в 1936 році проживало 48.В давні часи  заховане в лісах село було осередком опришків.Карні експедиції польський князь  Юрій Любомирський(українського спольщеного роду) висилав до Збин аж зі Стрия.
В часи другої світової війни в село навідувались радянські десантники,що приземлялись на полонині Рівній.
Місток через Жденіївку-пам,ятка вузькоколійної залізниці,спорудженої в двадцятих роках фірмою "Латориця" для вивозу деревини.Нею користувалися як і пасажирським транспортом.Втікачі до  Рад.Союзу їхали залізничкою зі Сваляви,перед містком зіскакували,бо тут був жандармський пост.Далі йшли пішки до перевалу.Цим шляхом пройшли сотні,якщо не тисячі.

### Мова
Розподіл населення за рідною мовою за даними перепису 2001 року:
| Мова       | Відсоток |
| ---------- | -------- |
| українська | 99,10 %  |
| російська  | 0,90 %   |

## Відомі люди
- Василь Щербей (1955—1985) — радянський футболіст, захисник. Майстер спорту СРСР[5].

## Туристичні місця
- стародавній вузькоколійний міст;
- струмок Паражена.